# Туралево

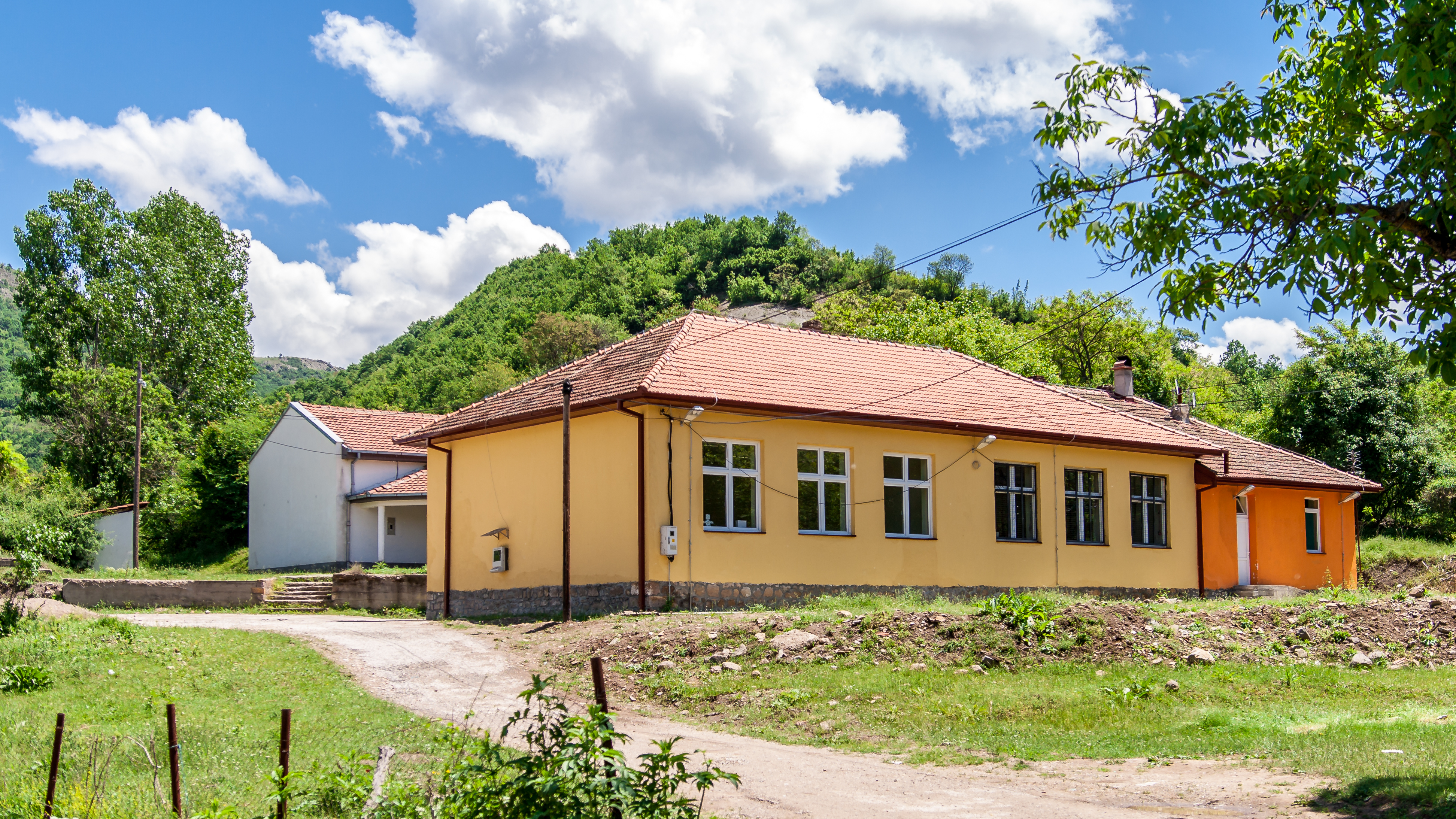
Школа

Тура́лево (мак. Туралево) — село у Північній Македонії, входить до складу общини Кратово Північно-Східного регіону.
Населення — 326 осіб (перепис 2002) в 107 господарствах.